# Pierre Blet
Pierre Blet, né le 20 novembre 1918 à Thaon, dans le Calvados (France) et mort le 29 novembre 2009 à Rome (Italie), est un prêtre jésuite français, historien de l’Église et professeur d'histoire ecclésiastique à l’université Grégorienne.

## Formation
Pierre Blet entre au noviciat jésuite de Laval, le 7 septembre 1937, mais sa formation spirituelle est bientôt interrompue car il est mobilisé au début de la Seconde Guerre mondiale. La guerre terminée il fait sa licence ès-lettres et la théologie. Il est ordonné prêtre le 31 juillet 1950.
En 1958 Pierre Blet est docteur en Sorbonne avec une thèse principale intitulée Les assemblées générales du clergé de 1615 à 1666. Pour la thèse complémentaire il travaille sur la Correspondance du nonce en France, Ranuccio Scotti : 1639-1641.

## Historien et professeur d’histoire
L’année suivante, en 1959, Pierre Blet est appelé à Rome pour y enseigner l’histoire de l’Église à l’université pontificale grégorienne. Il le fera toute sa vie, continuant par ailleurs ses recherches et publications sur l’histoire de l’Église dans la France du XVIIe siècle. À la demande du pape Jean XXIII il met en chantier, en 1961, la publication des Acta Nunciaturae Gallicae sur la correspondance des nonces apostoliques en France ; il la poursuivra jusqu’à la fin (15 volumes).
Pendant 17 ans il enseigne également l’histoire de la diplomatie pontificale à l’Académie pontificale ecclésiastique (où est formé le personnel diplomatique du Saint-Siège).

## Le Saint-Siège durant la Seconde Guerre mondiale
Pierre Blet est un des quatre historiens (avec Angelo Martini, Burkhart Schneider et Robert A. Graham (en), tous également jésuites) auxquels Paul VI ouvre les archives du Vatican en 1964 pour qu’ils en publient les documents concernant l’attitude du Saint-Siège durant la Seconde Guerre mondiale. C’était peu après l'élection de Paul VI (1963), alors que la polémique sur les silences de Pie XII était lancée par la pièce de théâtre Le Vicaire de Rolf Hochhuth.
Ainsi de décembre 1965 à 1981 sont publiés les 12 volumes des Actes et documents du Saint-Siège relatifs à la Seconde Guerre mondiale. Plus tard, Pierre Blet rassemble les fruits de sa recherche et de l’étude des documents publiés en un livre intitulé Pie XII et la Seconde Guerre mondiale, d’après des archives du Vatican. Publié en 1997, cet ouvrage est immédiatement traduit en 13 langues.
Peu avant de mourir Pierre Blet confie au journal italien l’Avvenire, qu’il souhaitait terminer son travail et sa vie d’historien avec une courte biographie de Pie XII, un ouvrage plus personnel, fruit de sa découverte de l’homme Pie XII, à travers les écrits et l’histoire, et montrer combien ce pape était en fait un précurseur du concile Vatican II.

## Honneurs et reconnaissance
En reconnaissance de son activité scientifique Pierre Blet a été nommé Membre correspondant de l'Académie des sciences morales et politiques. En 2008 il reçoit le Grand Prix Gobert de l'Académie française pour l'ensemble de son œuvre d'historien.
Pierre Blet a 91 ans lorsqu’il meurt à Rome, le 29 novembre 2009.